# Andrés Esono Ondó
Andrés Esono Ondó (Añisok, 4 de febrer de 1961) és un polític i acadèmic equatoguineà, actual Secretari General de la Convergència per a la Democràcia Social (CPDS).

## Biografia
És sociòleg per la Universitat Complutense de Madrid (UCM) i llicenciat en Ciències Polítiques per la Universitat Nacional d'Educació a Distància (UNED). Es va exercir com a docent en el Col·legi Espanyol de Malabo i en altres establiments. En l'actualitat és Cap d'Estudis de la UNED i entre 1993 i 2003 va ser professor tutor en aquesta universitat. Ha treballat com a consultor nacional pel Banc Mundial i per a tres agències de Nacions Unides: l'UNICEF, el FNUAP i el PNUD.
Va començar la seva carrera política militant en el Partit Socialista de Guinea Equatorial (PSGE). En 1992 va abandonar aquest partit i es va unir a la Convergència per a la Democràcia Social (CPDS), fungiendo com a Secretari de Comunicació d'aquesta formació a més de formar part de la seva Comissió Executiva Nacional.
En les eleccions municipals de 2013 va ser escollit regidor de l'ajuntament de Malabo. Al desembre de 2013 va ser escollit nou Secretari General de la CPDS, succeint a Plácido Micó Abogo. Està casat i té tres fills.